# Suikerspin (snoepgoed)

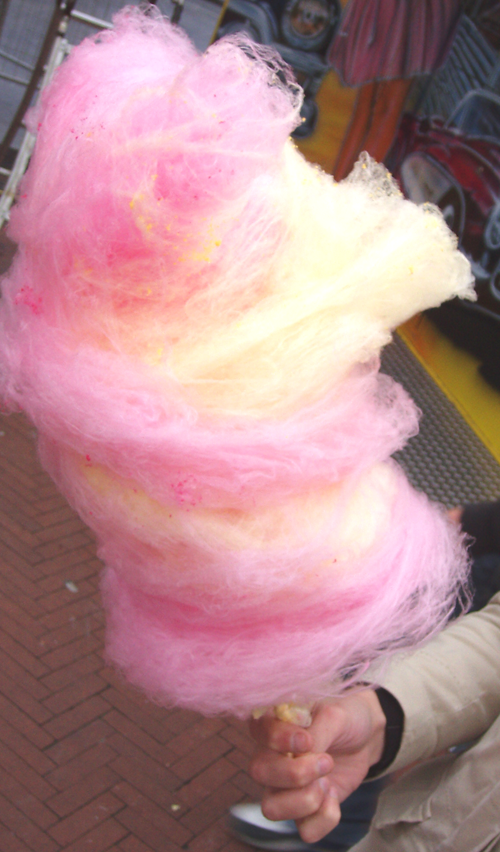
Suikerspin in roze en geel

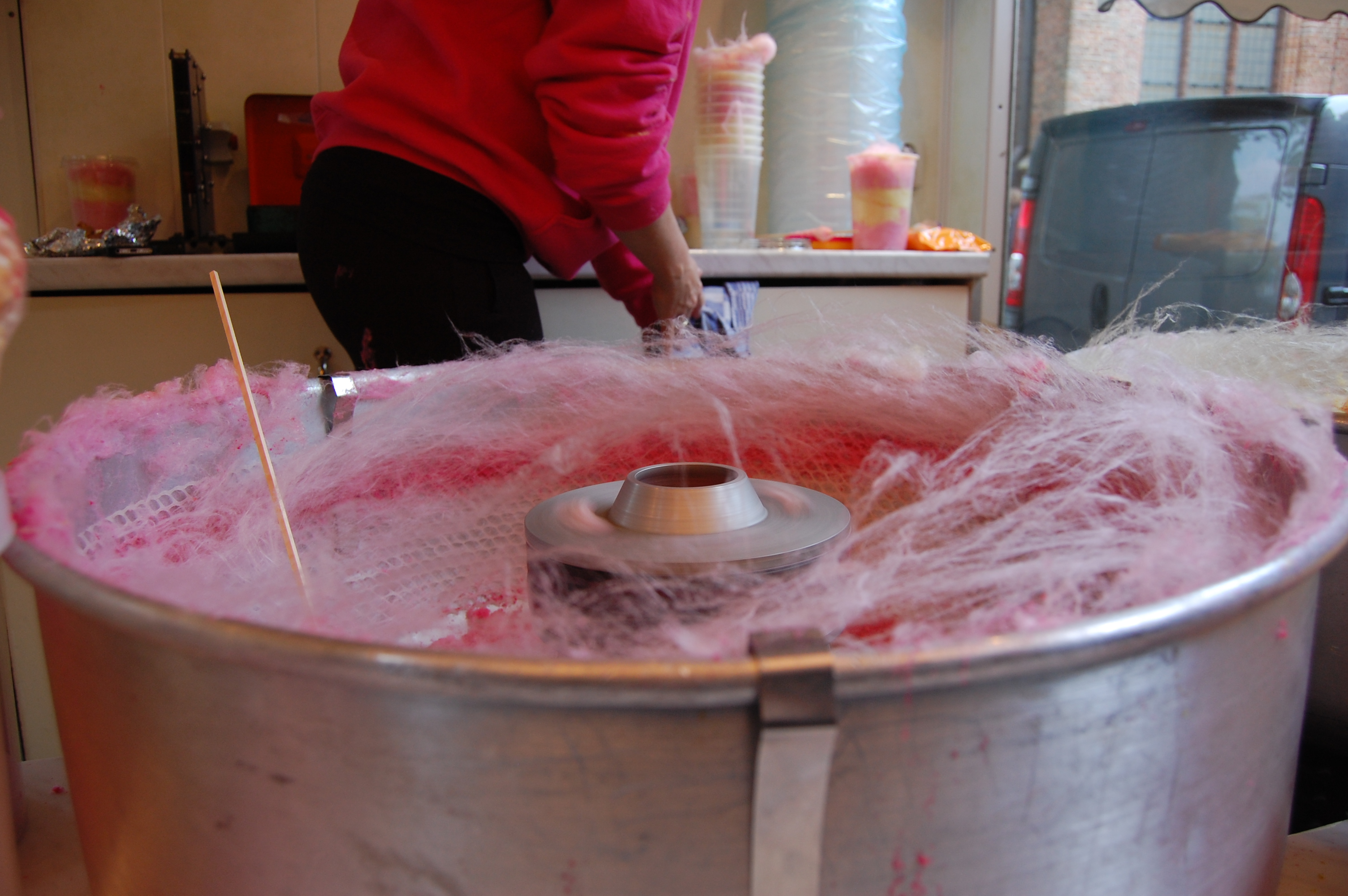
Centrifuge voor het maken van suikerspin

Een suikerspin of gesponnen suiker is een door centrifugale krachten vervaardigd snoepgoed. De lekkernij ontstaat door warme gesmolten suiker in een speciale centrifuge door de middelpuntvliedende kracht tot draden te vormen en deze om een houten stokje te winden.
De suikerspin is traditioneel verkrijgbaar in attractieparken, op braderieën en op kermissen.
In winkelcentra en in een aantal attractieparken zijn ook suikerspinnen te krijgen bij speciale suikerspinautomaten. Hierbij kan via een scherm uit verschillende soorten suikerspinnen worden gekozen. Zodra de keuze is gemaakt en de betaling is gedaan wordt met een ingebouwde automatische suikerspinmachine de gekozen suikerspin gemaakt. Deze kan hierna via een luikje uit de automaat worden genomen.

## Geschiedenis
Suiker in de vorm van dunne draden werd al gemaakt in de 15e eeuw, met name in Italië. Koks smolten de suiker en gebruikten vorken om er draden van te trekken en om er decoratieve vormen van te maken. In Engeland verschenen in de 18e en 19e eeuw recepten met decoraties gemaakt van gesponnen suiker (spun sugar).
In 1899 verkregen John C. Wharton en William Morrison patent op een elektrische suikerspinmachine waarin gesmolten suiker dankzij middelpuntvliedende kracht draden vormde die door de snelle afkoeling vast werden. Een van de uitvinders, William J. Morrison (1860-1926), was tandarts. In 1906 verkregen zij patent op een verbeterde versie van de machine.
De Amerikaan Thomas Patton ontving in 1900 patent op zijn suikerspin als kermisattractie in het Ringling Brothers Circus. De suikerspin werd in de VS bekend als Fairy Floss nadat het in 1904 op de Louisiana Purchase Exposition tentoongesteld was. In andere Engelssprekende landen is het ook bekend als candy floss en cotton candy. 
In Nederland verscheen de suikerspin op kermissen vanaf 1908.

## Werking suikerspinmachine
De suikerspinmachine bestaat uit een ronde bak, met in het midden een kleine centrifuge, waarin de suiker verhit kan worden. De suiker, in kristalvorm, wordt in het midden van de machine gegoten en daarna elektrisch verhit, zodat de suiker smelt en uiteenvalt in glucose en fructose. De centrifuge met gesmolten suiker wordt vervolgens aan het draaien gebracht, waarbij door de centrifugale werking de suiker door kleine gaatjes naar buiten wordt geperst. De dunne slierten suiker, met een diameter van slechts 50 micrometer, koelen direct af in de lucht en krijgen hierdoor niet de tijd om te kristalliseren. Daardoor worden lange draden gevormd, die zich aan de buitenzijde van de bak verzamelen. De nog warme draden worden vervolgens verzameld door er een houten stokje met een draaiende beweging langs te bewegen.
Na het vormen van de suikerspin wordt door de hygroscopische werking van suiker de lekkernij snel kleverig. Een alternatief is de suikerspin luchtdicht op te bergen, maar meestal wordt de suikerspin na ontvangst meteen gegeten.
Voor suikerspinnen met de meest gangbare groottes wordt 15 tot 30 gram suiker gebruikt. Aan de gesmolten suiker wordt verder nog een kleurstof toegevoegd, waardoor de suikerspin allerlei kleuren kan aannemen. Roze, geel en lichtblauw zijn de meest gangbare kleuren. Witte suikerspin ontstaat als er geen kleurstof wordt toegevoegd.

## Wetenswaardigheden
- Een hoog opgestoken dameskapsel wordt ook wel suikerspinkapsel of kortweg suikerspin genoemd.
- Erik Vlaminck, Derk Visser en Thijs Zonneveld schreven ieder een boek getiteld Suikerspin.[11][12]
- Jan Wolkers schreef een bundel verhalen met als titel Gesponnen suiker.[13]